# Valle Osorno

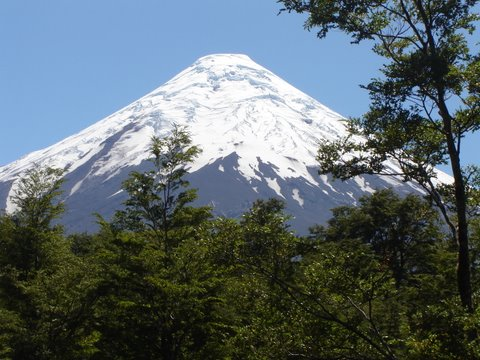
Volcán Osorno a la vera del valle homónimo, visto desde Los Saltos del Petrohué.

El valle Osorno es un ancho valle ubicado en la región de Los Lagos, Chile, en la zona media de Chile. El valle o planicie es muy amplio, abarca unos 120 km de sur a norte y unos 80 km de este a oeste, y se encuentra ubicado en la depresión intermedia, entre la Cordillera de la Costa y la Cordillera de los Andes.
Por el valle formado por sedimentos marinos provenientes del terciario, discurren varios ríos, entre los que se destacan el río Petrohué, el río Bueno, el río Golgol, el río Rahue y el río Pilmaiquén. Además aloja varios lagos, siendo los más grandes el lago Llanquihue (860 km²), el lago Rupanco y el lago de Todos los Santos.
La región posee numerosos volcanes, producto de las características geológicas de la zona, tales como los volcanes Osorno (2652 m), Calbuco (2015m), Puyehue (2240m),  y el Choshuenco (2415 m). Varios de estos volcanes han tenido erupciones en épocas recientes, en particular la última erupción del Puyehue se registró en el año 2011.
Los vientos que soplan de manera casi constante desde el océano Pacífico depositan fuertes precipitaciones que superan los 2.000 mm anuales, la abundancia de agua, y una tierra rica en nutrientes promueven el crecimiento de una densa vegetación que incluye especies tales como roble, laurel y ulmo.

## Actividades productivas

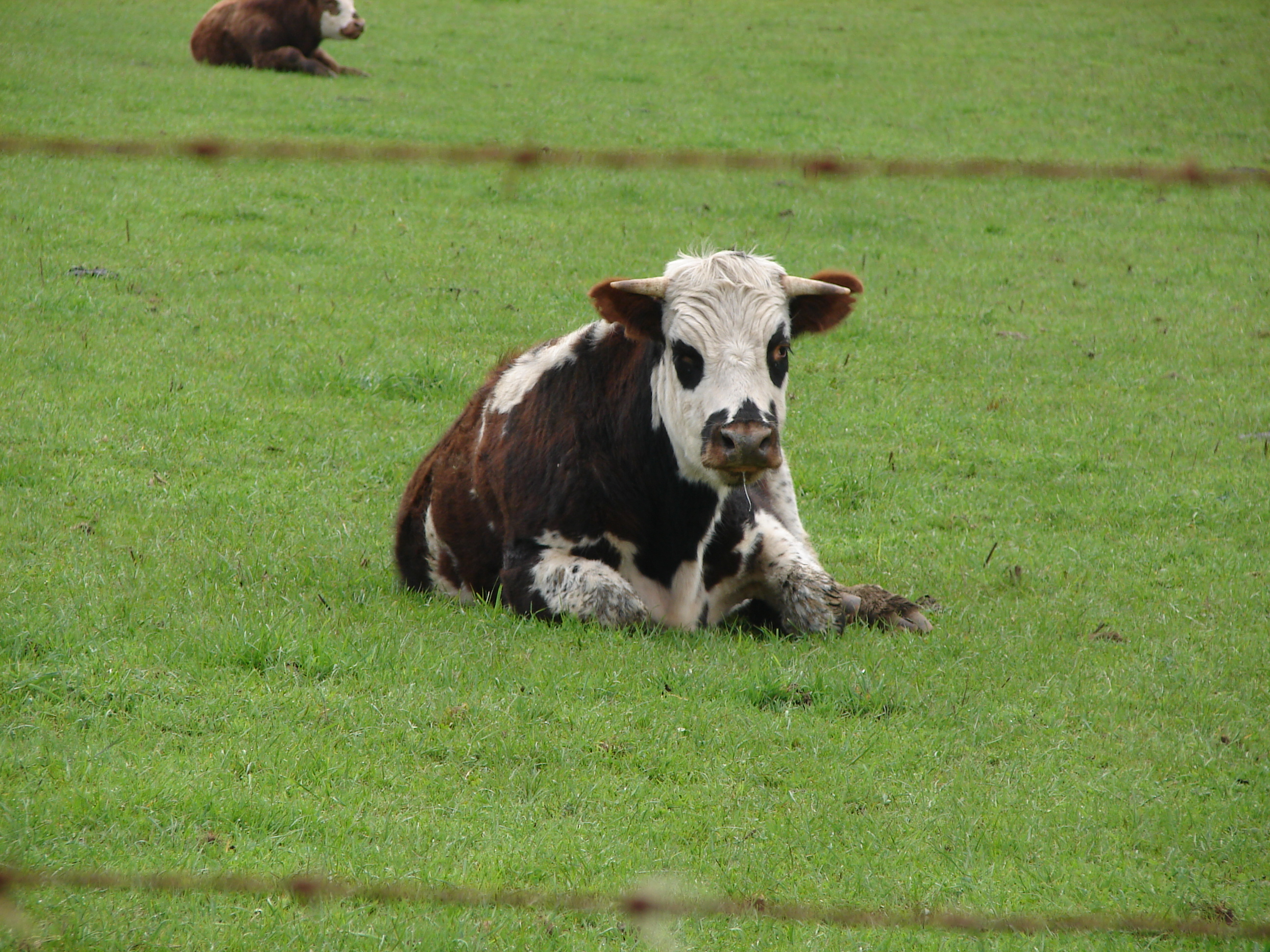
Ganado en las praderas de Purranque.

Las características del valle lo tornan propicio para el desarrollo agrícola, ganadero (tanto de producción láctea como de carne) y forestal. Numerosas explotaciones agrícolas se encuentran en la región, entre los cultivos con mayor superficie se destacan las praderas permanentes, trigo, papas y avena, también se producen hortalizas, manzanas y frambuesas.
En el ámbito ganadero la región de los Lagos, cuya área productiva es mayormente el valle de Osorno, sustenta un tercio de la hacienda en pie de Chile, la producción de carne excede las 40000 toneladas por año. En cuanto a las explotaciones forestales la región posee extensas plantaciones de pinos y eucaliptos.
Entre las ciudades en la zona norte del valle se encuentran Río Bueno, La Unión, en su sector medio Osorno, Río Negro y Purranque y en el extremo sur Puerto Montt.